# Boudnib
Boudnib (en àrab بوذنيب, Būḏnīb; en amazic ⴱⵓⴷⵏⵉⴱ) és un municipi de la província d'Errachidia, a la regió de Drâa-Tafilalet, al Marroc. Segons el cens de 2014 tenia una població total de 11.373 persones. Kef Aziza, una cova de gairebé 4 km de llarg, és a la vora de Boudenib i és considerada una de les majors coves del Marroc.